# Container Conrad
 Container Conrad  er en mini-tvserie på 8 afsnit den er fra 1995 og blev sendt på DR i 1996, den er blevet vist i børnetime og siden på Ramasjang. 
Serien handler om Container Conrad der bor i en container, I sin container rejser han rundt i  Danmark, hvor han møder nye børn, der fortæller ham hvordan man skal gøre forskelige ting. 
Container Conrad er bange for alting, men tager til sidst, alligevel udfordringerne op, og overvinder sin frygt til sidst i afsnittene.
Container Conrad siger ikke ret meget, men der bliver vist tegnede lydeffekter, så man ved hvad Container Conrad tænker.

## Afsnit
1. Container Conrad Fodbold
2. Container Conrad Zoologisk Have
3. Container Conrad Klatring
4. Container Conrad Svømme
5. Container Conrad Ishockey
6. Container Conrad Motorcross
7. Container Conrad Stunt
8. Container Conrad Musik